# Oliver Warg
Oliver Warg (ur. 6 lipca 1963 r.) – niemiecki narciarz klasyczny reprezentujący NRD, specjalista kombinacji norweskiej, brązowy medalista mistrzostw świata juniorów.

## Kariera
W Pucharze Świata Oliver Warg zadebiutował 17 grudnia 1983 roku w Seefeld, zajmując 5. miejsce w zawodach metodą Gundersena. Tym samym w swoim debiucie od razu zdobył pierwsze pucharowe punkty. W klasyfikacji generalnej sezonu 1983/1984 zajął ostatecznie 25. pozycję. Najlepsze wyniki w Pucharze Świata osiągnął w sezonie 1984/1985, który ukończył na 21. miejscu. Wtedy też po raz pierwszy w karierze stanął na podium zawodów pucharowych, zajmując drugie miejsce w Gundersenie 29 grudnia 1984 roku w Oberwiesenthal.
W 1983 roku wystąpił na Mistrzostwach Świata Juniorów w Kuopio, gdzie indywidualnie wywalczył brązowy medal. Dwa lata później wystartował na mistrzostwach świata w Seefeld, gdzie wspólnie z kolegami z reprezentacji zajął szóste miejsce w zawodach drużynowych. W 1985 roku zakończył karierę.

## Osiągnięcia

### Mistrzostwa świata
| Miejsce | Dzień       | Rok  | Miejscowość | Konkurencja           | Wynik zwycięzcy | Strata      | Zwycięzca |
| ------- | ----------- | ---- | ----------- | --------------------- | --------------- | ----------- | --------- |
| 6.      | 19 stycznia | 1985 | Seefeld     | Sztafeta K-90/3x10 km | 1276.90 pkt     | -102.32 pkt | RFN       |

### Mistrzostwa świata juniorów
| Miejsce | Dzień    | Rok  | Miejscowość | Konkurencja   | Wynik zwycięzcy | Strata | Zwycięzca    |
| ------- | -------- | ---- | ----------- | ------------- | --------------- | ------ | ------------ |
| 3.      | 11 marca | 1983 | Lake Placid | Indywidualnie | ?               | ?      | Heiko Hunger |

### Puchar Świata

#### Miejsca w klasyfikacji generalnej
- sezon 1983/1984: 25.
- sezon 1984/1985: 21.

#### Miejsca na podium chronologicznie
| Nr | Data            | Miejscowość    | Konkurencja         | Wynik zwycięzcy | Pozycja | Strata | Zwycięzca    |
| -- | --------------- | -------------- | ------------------- | --------------- | ------- | ------ | ------------ |
| 1. | 29 grudnia 1984 | Oberwiesenthal | Gundersen K90/15 km | ?               | 3.      | ?      | Heiko Hunger |